# Георг Албрехт фон Бранденбург
Георг Албрехт фон Бранденбург (на немски: Georg Albrecht von Brandenburg; * 20 ноември 1591, Берлин; † 29 ноември 1615, Зоненбург, Прусия (днес Słońsk, Полша) от род Хоенцолерн, е като Георг Албрехт II маркграф на Бранденбург.

## Живот
Той е син на курфюрст Йохан Георг фон Бранденбург (1525 – 1598) и третата му съпруга Елизабет фон Анхалт (1563 – 1607), дъщеря на княз Йоахим Ернст фон Анхалт.
Георг Албрехт последва своя по-голям брат Фридрих през 1614 г. като херенмайстер (Herrenmeister) на Йоанитския орден в бранденбургския балей Зоненбург. Той умира на 24 години от едра шарка и е погребан в църквата на Костшин.